# توماس ستيوارت
توماس ستيوارت (بالإنجليزية: Thomas Stewart)‏ (12 نوفمبر 1986 المملكة المتحدة - ) هو لاعب كرة قدم أيرلندي شمالي يلعب كلاعب وسط.

## روابط خارجية
- توماس ستيوارت على موقع قاعدة بيانات كرة القدم.إي يو (الإنجليزية)
- توماس ستيوارت على موقع Soccerway.com (الإنجليزية)